# Лосон-Гайтс (Пенсільванія)
Лосон-Гайтс (англ. Lawson Heights) — переписна місцевість (CDP) в США, в окрузі Вестморленд штату Пенсільванія. Населення — 2090 осіб (2020).

## Географія
Лосон-Гайтс розташований за координатами 40°17′38″ пн. ш. 79°23′14″ зх. д. / 40.29389° пн. ш. 79.38722° зх. д. (40.293802, -79.387335).  За даними Бюро перепису населення США в 2010 році переписна місцевість мала площу 3,96 км², уся площа — суходіл.

## Демографія
Згідно з переписом 2010 року, у переписній місцевості мешкали 2194 особи в 968 домогосподарствах у складі 637 родин. Густота населення становила 554 особи/км².  Було 1026 помешкань (259/км²).
Расовий склад населення:
| - 98,1 % — білих - 1,0 % — азіатів - 0,2 % — чорних або афроамериканців |

До двох чи більше рас належало 0,5 %. Частка іспаномовних становила 0,5 % від усіх жителів.
За віковим діапазоном населення розподілялося таким чином: 17,8 % — особи молодші 18 років, 56,1 % — особи у віці 18—64 років, 26,1 % — особи у віці 65 років та старші. Медіана віку мешканця становила 48,2 року. На 100 осіб жіночої статі у переписній місцевості припадало 89,6 чоловіків;  на 100 жінок у віці від 18 років та старших — 85,4 чоловіків також старших 18 років.
Середній дохід на одне домашнє господарство  становив 59 592 долари США (медіана — 44 932), а середній дохід на одну сім'ю — 69 909 доларів (медіана — 65 590). За межею бідності перебувало 4,2 % осіб, у тому числі 0,0 % дітей у віці до 18 років та 1,7 % осіб у віці 65 років та старших.
Цивільне працевлаштоване населення становило 1025 осіб. Основні галузі зайнятості: освіта, охорона здоров'я та соціальна допомога — 35,5 %, роздрібна торгівля — 16,2 %, виробництво — 14,0 %.